# Saint-Christol-lez-Alès
Saint-Christol-lez-Alès – miejscowość i gmina we Francji, w regionie Oksytania, w departamencie Gard.
Według danych na rok 1990 gminę zamieszkiwały 4973 osoby, a gęstość zaludnienia wynosiła 246 osób/km² (wśród 1545 gmin Langwedocji-Roussillon Saint-Christol-lès-Alès plasuje się na 63. miejscu pod względem liczby ludności, natomiast pod względem powierzchni na miejscu 375.).